# Mount Croghan
Mount Croghan es un pueblo ubicado en el Condado de Chesterfield en el estado estadounidense de Carolina del Sur. El pueblo en el año 2000 tiene una población de 155 habitantes en una superficie de 2 km², con una densidad poblacional de 78.6 personas por km². 

## Geografía
Mount Croghan se encuentra ubicado en las coordenadas 34°46′7″N 80°13′31″O / 34.76861, -80.22528. Según la Oficina del Censo, el pueblo tiene un área total de 2 km² (0,8 mi²), de la cual 2 km² (0,8 mi²) es tierra y 0 km² (0 mi²) (0.0%) es agua.

### Localidades adyacentes
El siguiente diagrama muestra a las localidades en un radio de 24 kilómetros (14,9 mi) de Mount Croghan.

## Demografía
En el 2000 la renta per cápita promedia del hogar era de $34.792, y el ingreso promedio para una familia era de $36.875. El ingreso per cápita para la localidad era de $14.880. En 2000 los hombres tenían un ingreso per cápita de $30.625 contra $17.361 para las mujeres. Alrededor del 3.80% de la población estaba bajo el umbral de pobreza nacional. 